# Christofer Heimeroth
Christofer Heimeroth (Unna, 1 de agosto de 1981) é um futebolista profissional alemão que atua como goleiro.

## Carreira
Christofer Heimeroth começou a carreira no Schalke 04.